# 阿其睦
阿其睦，也作阿奇木、阿齐木，清代新疆的布鲁特（柯尔克孜族）首领，出身希布察克部。乾隆年间，因在平定大小和卓叛乱时充当清军向导而被授为散秩大臣，统领布鲁特诸部，并曾出任阿喇古阿奇木伯克、塔什密里克阿奇木伯克参与回部管理，后因诬告喀什噶尔阿奇木伯克鄂斯璊被判斩监候，并迁居北京。

## 生平
乾隆二十三年（1758年）开始，清朝出兵天山南路对大小和卓叛乱进行镇压。乾隆二十四年（1759年），希布察克部被清军收降，时任该部首领“比”的阿其睦分别由定边将军兆惠等在闰六月二十日，参赞大臣阿里衮在七月三日先后奏请赏以五品顶戴，并让其在阿里衮军中作为向导追剿霍集占。乾隆二十四年八月，霍集占首级被呈献清军大营，阿其睦等人曾被要求确认霍集占首级。乾隆二十四年（1759年）九月，阿其睦因“向导大军”被授为散秩大臣以统领布鲁特诸部，是唯一被授以该职衔的布鲁特人。
乾隆二十五年（1760年）九月，叶尔羌办事大臣新柱和阿克蘇辦事大臣舒赫德按照乾隆帝此前将阿其睦补授为回城阿奇木伯克的命令，将阿其睦任命为阿喇古阿奇木伯克。阿喇古为喀什噶尔所属地方，其阿奇木伯克原定品级为六品，阿其睦作为從二品的散秩大臣，以原衔管理阿奇木伯克事务。乾隆二十六年（1761年）正月，阿其睦由阿喇古阿奇木伯克被调授为塔什密里克阿奇木伯克，为四品阿奇木伯克。塔什密里克因与布鲁特接壤，更利于阿其睦兼理布鲁特与回部事务。此外，清廷还在喀什噶尔赏给阿其睦一处果园作为其到喀什噶尔的驻地。
乾隆二十六年（1761年）四月，喀什噶尔参赞大臣舒赫德在奏言要求叶尔羌、喀什噶尔两城大臣在处理外藩事务时，应会同熟悉外藩事务的阿其睦及英吉沙尔阿奇木伯克素勒坦和卓商酌。乾隆三十年（1765年），阿其睦同阿瓦勒（冲巴噶什部比）等率布鲁特兵协助清军平定乌什回乱，并因而受到嘉奖。在边疆事务方面，阿其睦曾负责树立纪功碑、安置归附布鲁特、牧放官牛、查拿抢掠牲畜罪犯、前往什克南交涉等。乾隆三十九年（1774年）八月，叶尔羌办事大臣玛兴阿将希布察克部迁移至于外布鲁特相邻地区驻守要隘。
乾隆四十九年（1784年）闰三月，波罗泥都之子萨木萨克因在撒马尔罕的生活窘迫，暗中派人给喀什噶尔寄信以获取援助。喀什噶尔阿奇木伯克鄂斯璊获知此事后，而阿其睦胞弟额穆尔被鄂斯璊查出私自留宿萨木萨克的信使托克托素丕等人，额穆尔担心被鄂斯璊查办，将托克托素丕打死，且为脱罪与阿其睦、英吉沙尔阿奇木伯克阿里木等人控告鄂斯璊曾与萨木萨克通信。经保成审讯，认为额穆尔、阿其睦对鄂斯璊的控告“俱属诬妄”。阿其睦等人不服，又到乌什参赞大臣绰克托处控告。乾隆帝知晓后，要求保成、绰克托及伊犁将军伊勒图将阿其睦、阿里木、额穆尔押解京城处理，并一度因保成、绰克托未果断执行谕令而责备他们。绰克托则率阿奇木等人从乌什前往喀什噶尔与鄂斯璊质对，被乾隆帝斥为想消弭此事，将绰克托革职。四月初，保成将阿其睦缉拿后押解热河。随后，额穆尔和阿里木被处决，阿其睦则有旧功且已年老被判斩监候。乾隆帝还在阿其睦被押解北京后赏赐生计、住房，并让其家人到北京与其相聚。

## 家庭
阿其睦胞弟额森因出征巴达克山被授予五品顶戴花翎，另一个胞弟巴克提则曾出任色勒库尔部布鲁特的比。乾隆二十六年（1761年）三月庚子，额穆尔率逃亡安集延的希布察克部内附归来，出任希布察克部的比，并被清朝授予其三品顶戴。
乾隆四十九年（1784年）四月下旬，阿其睦之子燕起在父亲被捕后携部众外逃，清军则在冲巴噶什、额德格讷、喀尔提锦、奈曼的协助对其展开抓捕。乾隆四十九年五月，燕起被额德格讷部的叶尔铁拜擒获，随后该部阿哈拉克齐穆拉特将其释放，最终在乾隆五十二年（1787年）八月被清军擒获。阿其睦的另一子、燕起的弟弟鄂布拉三则仍在外逃，清军在阿其睦侄子昆楚克等人的协助下对其进行追捕但并未直接拿获，最终由浩罕伯克那尔巴图将其抓捕。